# Teatro Gershwin

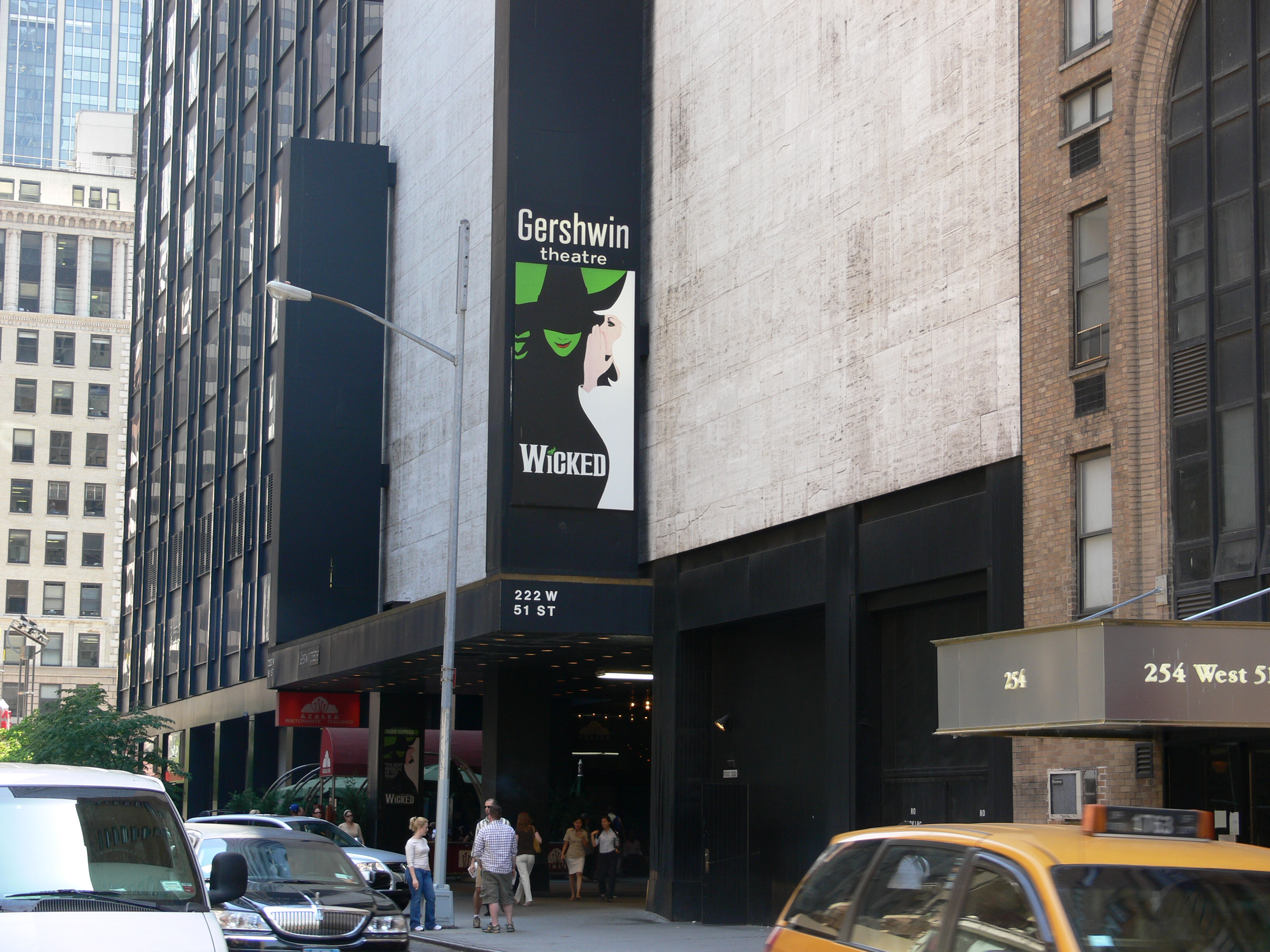
Wicked em cartaz no Gershwin Theatre, Nova Iorque.

O Gershwin Theatre é um teatro da Broadway, localizado em 222 West 51st Street , em Manhattan, no prédio da Paramount Plaza. O teatro é nomeado em homenagem ao compositor George Gershwin e ao letrista Ira Gershwin. Ele tem a maior capacidade de qualquer teatro da Broadway, com 1,933 cadeiras.
Projetado no estilo Art Nouveau, pelo designer Ralph Alswang, situa-se em níveis inferiores de um imponente complexo de escritórios, construído a um custo estimado de US $12,5 milhões . Ele abriu sobre o nome de Uris Theatre em 28 de novembro de 1972 (nomeado em homenagem aos desenvolvedores do edifício, Uris Brothers) com o musical Via Galactica, estrelado por Raul Julia. Ele foi considerado um local ''azarado'' inicialmente, com o primeiro show perdendo um milhão de dólares e fechando após apenas sete apresentações. A partir de 1974-76, serviu como uma sala de concerto, limitados a compromissos por uma série dea show de lendas da música pop e artistas de jazz.
O  American Theatre Hall of Fame, está localizado no complexo. 
Durante o 37ª Tony Awards , cerimônia realizada em 5 de junho de 1983, o teatro foi rebatizado para homenagear os Gershwins.
O Gershwin tem sido o lar do musical de grande sucesso, Wicked ,desde 2003.

## Notáveis produções
- 1972: Via Galactica
- 1973: Seesaw; Gigi
- 1974: Sammy Davis, Jr.; Andy Williams with Michel Legrand; Johnny Mathis; Anthony Newley com Henry Mancini; Queen (1º banda de rock a tocar na Broadway em apoio a Mott the Hoople); The 5th Dimension; Raphael
- 1975: Frank Sinatra, Ella Fitzgerald, e Count Basie
- 1975: Fonteyn & Nureyev on Broadway
- 1976: D'Oyly Carte Opera Company; Bing Crosby; Barry Manilow; Paul Anka; Al Green com Ashford & Simpson; Temporada de Gilbert e Sullivan
- 1976: Porgy and Bess, produzido pela Houston Grand Opera
- 1977: The King and I
- 1979: Sweeney Todd: The Demon Barber of Fleet Street
- 1981: The Pirates of Penzance;My Fair Lady
- 1982: Annie
- 1983: Show Boat
- 1984: Shirley MacLaine on Broadway; Patti LaBelle on Broadway
- 1984: Cyrano de Bergerac; Much Ado About Nothing, produzido pela Royal Shakespeare Company
- 1985: Singin' in the Rain
- 1987: Starlight Express
- 1989: Barry Manilow Live on Broadway
- 1990: Meet Me in St. Louis
- 1990: Fiddler on the Roof
- 1991: Moscow Circus
- 1993: Raffi
- 1995: Show Boat
- 1997: Candide; 1776
- 2000: Riverdance on Broadway
- 2002: Oklahoma!
- 2003: Wicked

## Recorde de bilheteria
Wicked detêm um recorde de bilheteria para o Gershwin Theatre. A produção arrecadou US $3,201,333 em mais de oito apresentações por semana que terminou em 29 de dezembro de 2013. Esta também foi a mais alta renda de uma bilheteria em uma semana na história da Broadway.